# دوم کاواتی
دوم کاواتی (به پرتغالی: Dom Cavati) یک منطقهٔ مسکونی در برزیل است که در میناز ژرایس واقع شده‌است. دوم کاواتی ۵٬۰۴۸ نفر جمعیت دارد.